# Атаназин
Атаназин (пол. Atanazyn, нім. Athanasienhof) — село в Польщі, у гміні Шамоцин Ходзезького повіту Великопольського воєводства.
Населення — 244 особи (2011).
У 1975-1998 роках село належало до Пільського воєводства.

## Демографія
Демографічна структура станом на 31 березня 2011 року:
|          | Загалом | Допрацездатний вік | Працездатний вік | Постпрацездатний вік |
| -------- | ------- | ------------------ | ---------------- | -------------------- |
| Чоловіки | 130     | 39                 | 83               | 8                    |
| Жінки    | 114     | 24                 | 66               | 24                   |
| Разом    | 244     | 63                 | 149              | 32                   |